# Marjan Turnšek
Marjan Turnšek est un ecclésiastique slovène né le 25 juillet 1955 à Celje. Il est archevêque de Maribor de 2011 à 2013.

## Parcours
Turnšek est ordonné prêtre par l’évêque de Maribor, Franc Kramberger, le 28 juillet 1981. Le pape Benoît XVI le nomme évêque de Murska Sobota le 7 avril 2006. Il reçoit l'ordination épiscopale le 25 juillet des mains de  Franc Kramberger, de l'évêque de Celje, Anton Stres, et de l'évêque auxiliaire de Maribor, Jožef Smej. Il choisit pour devise « Bog je ljubezen ».
Le 28 novembre 2009, il est nommé par le pape archevêque coadjuteur de Maribor. À la suite de la démission de Franc Kramberger, le 3 février 2011, il devient archevêque en titre. 
Le 31 juillet 2013, le pape François accepte sa démission et celle d’Anton Stres, archevêque de Ljubljana, qu’ils avaient présentées en raison de la situation financière catastrophique de leurs archidiocèses respectifs.

## Sources
- (de) Cet article est partiellement ou en totalité issu de l’article de Wikipédia en allemand intitulé « Marjan Turnšek » (voir la liste des auteurs).